# Franz Schmitt (Politiker, 1842)
Franz Schmitt (* 16. März 1842 in Niederbühl in Baden-Württemberg; † 9. Januar 1920 in Bad Ems) war ein deutscher Hotelier und Mitglied des Provinziallandtages der Provinz Hessen-Nassau.

## Leben
Franz Schmitt war ein Sohn des Bürgermeisters Timotheus Schmitt (1814–1872) und dessen Ehefrau Johanna Dreher (1819–1855).
Er war in der Karlsruher Gastronomie als Kellner und in den Jahren von 1864 bis 1868 als Oberkellner in Hotels in München und Freiburg im Breisgau beschäftigt.
1873 übernahm er das Hotel „Englischer Hof und Fürstenhof“ in Bad Ems.

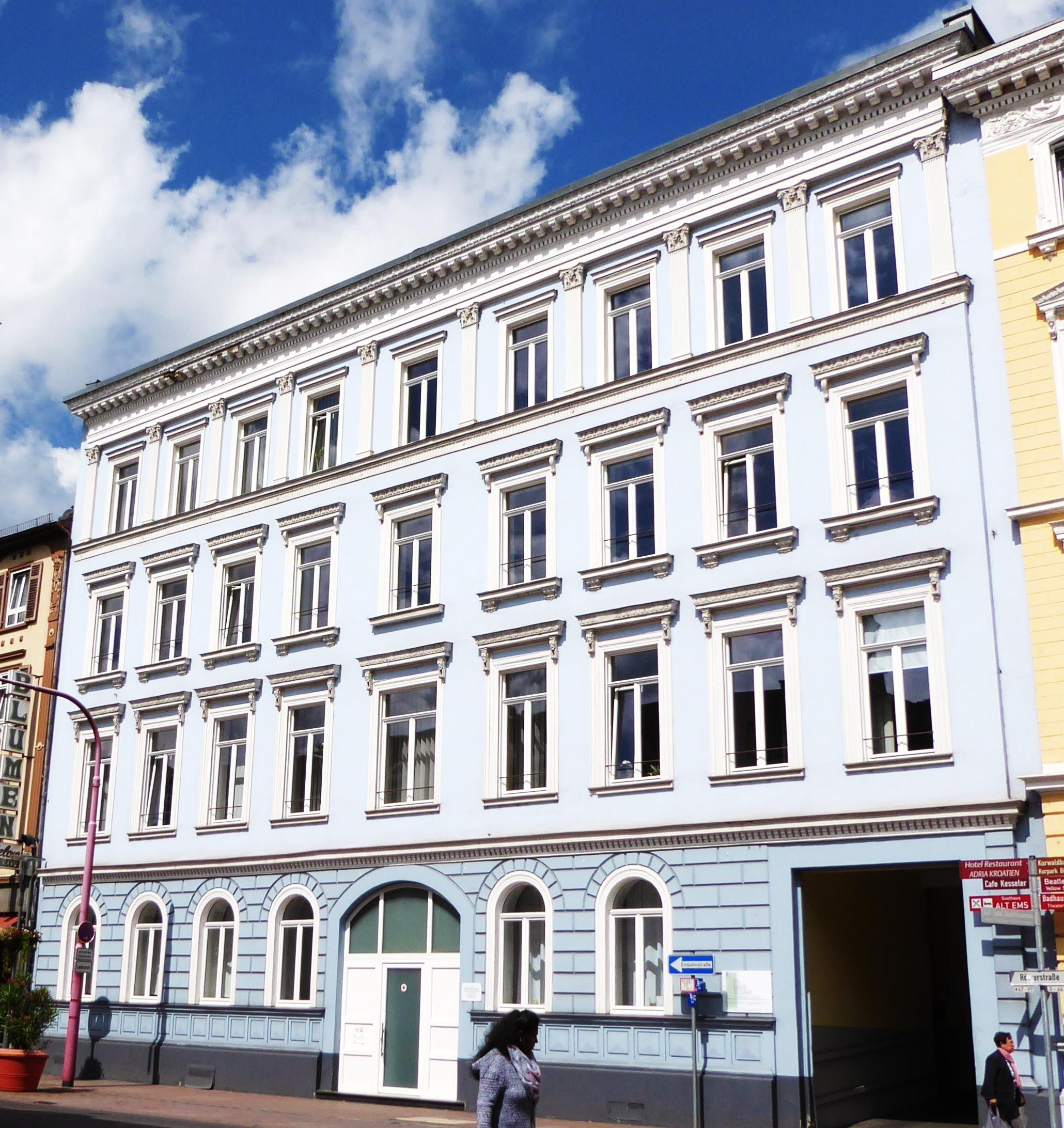
Hotel Fürstenhof in Bad Ems, 1873 Inhaber Franz Schmitt

Er engagierte sich in der Kommunalpolitik und wurde Anfang der 1890er Jahre Vorsitzender des nationalliberalen Wahlvereins in Bad Ems. Dort wurde er als Stadtverordneter Stellvertreter des Bürgermeisters und leitete von 1895 bis 1910 die Stadtverordnetenversammlung.
1898 wurde er in den Kreistag des Unterlahnkreises gewählt und war von 1911 an Mitglied des Kreisausschusses.
Er wurde zum Ersten Beigeordneten gewählt und übernahm in dieser Funktion während des Ersten Weltkrieges die Vertretung des Bürgermeisters.
1911 erhielt er ein Mandat für den Nassauischen Kommunallandtag des preußischen Regierungsbezirks Wiesbaden bzw. den Provinziallandtag der Provinz Hessen-Nassau, wo er Mitglied des Bauausschusses war. Bis 1916 nahm er sein Mandat für Philipp Christian Epstein wahr.
1918 legte er sein Mandat nieder.